# نهر المنت
نهر المُنت نهرٌ في أسبانيا. النهر الذي يبلغ طوله 97 كم هو الرافد الأيسر لنهر تاجة، أطول نهر في شبه الجزيرة الأيبيرية . تقع بالكامل في منطقة إكستريمادورا.